# Сигвам
Сигвам (енгл. Seguam Island) је острво САД које припада савезној држави Аљасци. Површина острва износи 215 ². Према попису из 2000. на острву је живело 1 становника.